# Nagothana
Nagothana é uma vila no distrito de Raigarh, no estado indiano de Maharashtra.

## Geografia
Nagothana está localizada a 18° 32′ N, 73° 08′ L. Tem uma altitude média de 12 metros (39 pés).

## Demografia
Segundo o censo de 2001, Nagothana tinha uma população de 10,168 habitantes. Os indivíduos do sexo masculino constituem 53% da população e os do sexo feminino 47%. Nagothana tem uma taxa de literacia de 78%, superior à média nacional de 59.5%: a literacia no sexo masculino é de 82% e no sexo feminino é de 75%. Em Nagothana, 14% da população está abaixo dos 6 anos de idade.